# Pilar Bayer Isant
Pilar Bayer i Isant (Barcelona, 13 de febrero de 1946) es una matemática española, algebrista especializada en teoría de números.

## Biografía
Pilar Bayer nació en Barcelona en 1946. Nieta de maestros de escuela, desde niña quiso dedicarse a la enseñanza.

## Trayectoria
En 1967 obtuvo el título de profesora de piano en el Conservatorio Municipal de Música de Barcelona. Paralelamente a los estudios de música, realizó los de matemáticas, obteniendo en 1968 su licenciatura en matemáticas por la Universidad de Barcelona. En 1975 se doctoró en la misma institución, al mismo tiempo que su profesora de instituto Griselda Pascual. Fueron, junto a Assumpció Català, que se doctoró en el año 1971, las primeras mujeres en obtener el doctorado en matemáticas en esta universidad.
Una vez obtenido el doctorado, trabajó en distintas instituciones universitarias como docente e investigadora. Desde 1977 y hasta 1980 desarrolló su labor docente e investigadora en la Universidad de Ratisbona (Alemania), donde amplió su formación en teoría de números. Fue profesora agregada de álgebra de la Universidad de Santander (ahora Universidad de Cantabria) entre 1980 y 1981. Trabajó como catedrática de álgebra en la Universidad Autónoma de Barcelona en 1981-1982. Desde 1982 y hasta su jubilación en 2016 fue catedrática de álgebra en la Universidad de Barcelona.
En 1986, ya catedrática del Departamento de Álgebra y Geometría de la Facultad de Matemáticas de la UB, fundó el Seminario de Teoría de Números de Barcelona (STNB), una escuela considerada referente en el mundo de la investigación en matemáticas y en la que participan la Universidad de Barcelona, la Universidad Autónoma de Barcelona y la Universidad Politécnica de Cataluña.
Su labor investigadora se desarrolló en temas como funciones zeta, formas automorfas, el problema inverso de la teoría de Galois, ecuaciones diofánticas y curvas de Shimura.
Es académica numeraria de la Real Academia de Ciencias Exactas, Físicas y Naturales, de Madrid, desde 2010; la Real Academia de Ciencias y Artes de Barcelona, desde 2001; la Real Academia de Doctores de Cataluña, desde 1996 Es miembro del Instituto de Estudios Catalanes, desde 2001.

## Algunas publicaciones
- A reduction point algorithm for cocompact Fuchsian groups and applications. Adv. Math. Commun. 8 (2014) 223-239 Bayer, P.; Remón, D.
- Bayer, P.; Guàrdia, J.; Travesa, A.: Arrels germàniques de la matemàtica contemporània: amb una antologia de textos mat. de 1850 a 1950. IEC. Secció de Ciències i Tecnologia. , xvi+766. Barcelona, 2012. ISBN 978-84-996511-9-4.[7]
- Jean-Pierre Serre: An Overwiew on his Work. The Abel Prize. The first five years: 2003-2007. Springer, H. Holden; R. Piene (eds.). p. 27-84. NY (2010). (enlace roto disponible en Internet Archive; véase el historial, la primera versión y la última). ISBN 978-3-642-01372-0 Bayer, P.
- Uniformizing functions for certain Shimura curves, in the case D = 6. Acta Arithmetica 126 (2007) 315-339. Bayer, P.; Travesa, A.
- Hyperbolic uniformization of Fermat curves. Ramanujan J. 12 no. 2 (2006) 207-223. Bayer, P.; Guardia, J.
- Alsina, M.; Bayer, P.: Quaternion orders, quadratic forms and Shimura Curves. CRM Monograph Series. American Mathematical Society, 22. USA, 2004. ISBN 0-8218-3359-6
- Galois representations of octahedral type and 2-coverings of elliptic curves. Math. Z. 207 (1991) 395-40. Bayer, P.; Frey, G.
- On values of zeta functions and l-adic Euler characteristics. Invent. Math. 50 (1978) 35-64. (enlace roto disponible en Internet Archive; véase el historial, la primera versión y la última). Bayer, P.; Neukirch, J.

## Premios y reconocimientos
- 1998: Medalla Narcís Monturiol al mérito científico y tecnológico de la Generalidad de Cataluña.[8]
- 2004: Nombrada Emmy-Noether-Professorin de la Universidad de Gotinga.[9]
- 2013: Premio Crítica Serra d’Or en la modalidad de investigación.[10]
- 2015: Medalla de honor de la Xarxa Vives d’Universitats.[11]
- 2015: Medalla de la Mujer del distrito de Sarrià - Sant Gervasi, a raíz de la candidatura presentada por la Asociación Catalana de Comunicación Científica (ACCC).[12]
- 2016: Homenaje a Pilar Bayer en el Aula Magna del Edificio Histórico de la UB, con motivo de los setenta años de la catedrática y en el marco de la trigésima edición del STNB.[3]
- 2018: Ha sido incluida en La Tabla Periódica de las Científicas, junto a científicas de todo el mundo, al declarar el 2019 Año Internacional de la Tabla Periódica de los Elementos Químicos para conmemorar el 150.º aniversario de la publicación de Mendeléyev.[13]
- 2024: El Gobierno de La Generalitat de Cataluña le concedió la Creu de Sant Jordi.[14]